# Доњи Хасић
Доњи Хасић је насељено мјесто у општини Шамац, Република Српска, БиХ. Према попису становништва из 2013. у насељу је живјело 251 становника.

## Становништво
| Демографија | Демографија | Демографија |
| Година      | Становника  | Становника  |
| ----------- | ----------- | ----------- |
| 1948.       | 597         |             |
| 1953.       | 640         |             |
| 1961.       | 736         |             |
| 1971.       | 951         |             |
| 1981.       | 1.067       |             |
| 1991.       | 1.029       |             |
| 2013.       | 251         |             |